# San Pedro Juchatengo
San Pedro Juchatengo är en kommun i Mexiko.   Den ligger i delstaten Oaxaca, i den sydöstra delen av landet, 400 km sydost om huvudstaden Mexico City.
Följande samhällen finns i San Pedro Juchatengo:
- Barrio Santa Lucía